# قانون حفظ الزخم
حفظ الزخم أو حفظ كمية الحركة تنص قوانين نيوتن على مبدأين مهمين بالنسبة لحركة الأجسام وخصوصا في حالة تصادم الأجسام تصادما مرنا. والتصادم المرن هو التصادم الذي تبقى فيه طاقة الحركة على صورتها من غير أن يتغير جزء منها إلى صورة أخرى للطاقة، مثل الطاقة الحرارية أو طاقة داخلية (ديناميكية) عندما يؤدي التصادم إلى اعوجاج أو تكسير أو أي تغيير في شكل الأجسام المصطدمة.
وهذان المبدأن ينص أولهما (1): إن طاقة الحركة الكلية للأجسام المصطدمة لا تتغير قبل أو بعد التصادم.
وينص المبدأ الثاني (2): إن كمية الحركة الكلية للأجسام المصطدمة لا تتغير قبل أو بعد التصادم.
وهذه علاقات تعتمد على كتلة وسرعة كل جسم من الأجسام المصطدمة تصادما ًً مرنا ً.
- ووحدات كمية الحركة أو زخم الحركة هي: كيلوجرام.متر/ثانية.
- ووحدات طاقة الحركة هي: كيلوجرام. متر2 /ثانية2 أو جول.

## في حالة تصادم جسمين

تصادم جسمين على مستوي ثنائي المحاور (على منضدة مثلا)

في حالة التصادم المرن بين جسم (1) وجسم (2):
تعريف الرموز:
- {\displaystyle {\vec {p_{1}}}\,} كمية حركة الجسم (1) قبل الاصطدام {\displaystyle {\vec {p_{1}}}'\,} كمية حركة الجسم (1) بعد الاصطدام
- {\displaystyle {\vec {p_{2}}}\,} كمية حركة الجسم (2) قبل الاصطدام{\displaystyle {\vec {p_{2}}}'\,} كمية حركة الجسم (2) بعد الاصطدام
- {\displaystyle m_{1}\,} كتلة الجسم (1) (باعتبارها ثابتة)
- {\displaystyle m_{2}\,} كتلة الجسم (2) (باعتبارها ثابتة)
- {\displaystyle {\vec {v_{1}}}\,} سرعة الجسم (1) قبل التصادم {\displaystyle {\vec {v_{1}}}'\,} سرعة الجسم بعد التصادم
- {\displaystyle {\vec {v_{2}}}\,} سرعة الجسم (2) قبل التصادم {\displaystyle {\vec {v_{2}}}'\,} سرعة الجسم (2) بعد التصادم

وطبقا لمبدأ انحفاظ كمية الحركة نحصل على:
وطبقا لمبدأ انحفاظ طاقة الحركة نحصل على:
وبما أن:
{\displaystyle {\vec {p}}=m{\vec {v}}}
نحصل على:
هاتان المعادلتان الخاصتان بمبدأ انحفاط كمية الحركة وانحفاظ طاقة الحركة لجسمين متصادمين تصادما مرنا، ونقابلهما كثيرا.
عند دراستنا للميكانيكا وكذلك عند دراستنا لحركة الجزيئات في الغازات ودراسة الجسيمات الذرية.
وبالنسبة لمن يشتغل بالفيزياء فهو يهتم بتلك المعادلتين، ويعرف في نفس الوقت أن في الطبيعة قوانين أخرى لها فعاليتها في تسيير طبيعة الكون، منها قانون بقاء الطاقة، وقانون انحفاظ العزم، وقانون انحفاظ الشحنة الكهربائية، وقانون انحفاظ الزخم الزاوي... وغيرها.